# 대한민국 상법 제339조
대한민국 상법 제339조는 질권의 물상대위에 대한 상법 회사법의 조문이다.

## 조문
第339條 (質權의 物上代位) 株式의 消却, 倂合, 分割 또는 轉換이 있는 때에는 이로 因하여 從前의 株主가 받을 金錢이나 株式에 對하여도 從前의 株式을 目的으로한 質權을 行使할 수 있다.